# Hans Jonsson (handbollsspelare)
Hans Uno Jonsson född 22 oktober 1948 är en tidigare handbollsmålvakt som spelade i landslaget och IF Saab.

## Klubblagskarriär
Under alla sina år i elithandbollen spelade han för IF Saab. Han var med om att vinna tre SM-guld med klubben 1968, 1973 och 1974. Året efter 1974–1975 åkte Saab ut ur allsvenskan och då slutade Hans Jonsons elitkarriär.

## Landslagskarriär
Hans Jonsson spelade 1967 till 1971 19 ungdomslandskamper för Sverige. Den sista i U-23 landslaget 1971 tre år efter debuten i A-landslaget.
Hans Jonsson debuterade i A-landslaget den 6 januari 1968 mot Finland i en match Sverige vann med 23-16. Han spelade sedan 26 landskamper under åren till 1974. Sista landskampen mot Bulgarien spelade han den 7 mars 1974. Jonsson spelade i VM 1974. Sverige vann 13 av de 26 matcherna han spelade, och 2 slutade oavgjorda och 11 med förluster.